# Wirecard
Wirecard AG était une entreprise de technologies et services financiers allemande qui a fait faillite en juin 2020 à la suite d'irrégularités comptables. Elle proposait des services de gestion des risques, de production de cartes de crédit et de traitement des transactions, et affirmait en 2020 avoir 300 000 entreprises clientes dans le monde. Son service de paiement par Internet était en concurrence avec PayPal et Western Union. Wirecard Bank AG était un membre de VISA, Mastercard et Japan Credit Bureau et opérait sous licence bancaire allemande. Wirecard AG était répertoriée par le Frankfurt Securities Exchange (marché des valeurs mobilières de Francfort).
Le scandale Wirecard — révélant des irrégularités comptables de grande ampleur en 2020 — entraînant une chute brutale du cours de bourse de la société. La justice allemande délivre en juin 2020 un mandat d’arrêt contre le PDG de Wirecard, Markus Braun, pour avoir « gonflé » artificiellement le bilan de l’entreprise, en vue de le rendre « plus attirant pour les investisseurs et les clients ». L'entreprise reconnaît une fraude massive sur ses comptes, à hauteur de 25 % de son bilan. Un montant de 1,9 milliard d'euros a disparu aux Philippines. Le titre de l’entreprise perd 85 % de sa valeur dans les jours qui suivent ces révélations. Markus Braun est libéré en échange d'une caution de 5 millions d’euros.
L'entreprise dépose le bilan en juin 2020.

## Histoire
La société est fondée en 1999. En 2002, alors qu'elle était sur le point de disparaître à la fin de la bulle Internet, Markus Braun injecte du capital et en devient le PDG. Il consolide la société et axe le modèle commercial sur la fourniture de services de paiement sur Internet, initialement principalement pour des sites pornographiques et de jeux d'argent.
Wirecard AG est répertoriée à l’indice TecDAX de la Deutsche Börse depuis le 18 septembre 2006.
En octobre 2015, Wirecard acquiert les activités de paiements de Great Indian Retail, activités qui comprend une participation de 60 % dans GI Technology. Cette acquisition inclut le transfert de près de 900 employés chez Wirecard.
En juin 2020, juste avant sa chute, la société revendique 300 000 entreprises clientes dans le monde.

### Chute
Des soupçons d'irrégularité pesaient depuis longtemps sur les comptes de l'entreprise, mais sur des petits montants. Ainsi, en mai 2004, la cour des comptes fédérale de Coblence estime que les contrôles de l'Autorité fédérale de supervision financière (BaFin), sont insuffisants, et une anomalie de 4 millions d'euros est découverte. Mais ce n'est qu'en 2015 que des rumeurs de fraudes apparaissent. La première alerte sérieuse est lancée en février 2016 par un analyste financier, Matthew Earl, qui travaille à l'époque pour Zatarra Research. À partir d'octobre 2018, le cours de l'action a commencé à faire du yoyo.
En janvier 2019, le Financial Times publie le premier d'une série de trois articles concernant des soupçons de falsification de documents en violation de lois de Singapour. L'éventualité d'une fraude en Asie provoque des attaques en bourse sur l'action de Wirecard par des spéculateurs qui parient sur une baisse des cours. La BaFin réagit en interdisant les ventes à découvert pour les actions Wirecard en février 2019 : elle soutient donc Wirecard, assimilant les vendeurs à découvert à des agents déstabilisateurs au lieu d’interpréter leurs actions comme des informations sur la santé de l’entreprise. Cette action de la BaFin, inhabituelle, suscite la critique ; de plus, sur proposition de Wirecard, la BaFin met en examen des journalistes du Financial Times et certains de leurs collègues. Sans avertir les investisseurs, la BaFin lance néanmoins une enquête secrète sur Wirecard dès février 2019,,,,,. Le commissaire aux comptes de l'entreprise, Ernst & Young, (EY) n'effectue pas de nouveaux contrôles pour démasquer la fraude. En outre, des hackers tentent de discréditer les journalistes du FT en publiant certains de leurs échanges d'emails.
En octobre 2019, le conseil de surveillance de Wirecard demande au cabinet KPMG de réaliser un audit indépendant. La société essaie ainsi de freiner la spéculation sur la valeur du titre en bourse. Dans un premier temps, certains investisseurs sont effectivement rassurés, et SoftBank crée même un fonds de 900 millions d'euros pour soutenir Wirecard, dont le risque est porté notamment par des banques.
En mars 2020, Wirecard annonce que KPMG n'a pas trouvé d'anomalie dans sa comptabilité[réf. nécessaire].
Toutefois, KPMG annonce le 30 avril 2020 qu'il ne peut pas rendre de conclusion, n'ayant pas pu consulter des documents suffisamment probants. Plusieurs fonds spéculatifs comme TCI et d'autres vendeurs à découvert comme Armin S. déposent des accusations criminelles contre Wirecard.
Dans la foulée, en juin 2020, Ernst & Young refuse de certifier les comptes de Wirecard. L'entreprise annonce le 19 juin la démission du président du directoire, Markus Braun (en). L'entreprise reconnaît le 22 juin la perte très probable de 1,9 milliard d'euros aux Philippines. Le pool bancaire refuse alors de renouveler un prêt de 1,75 milliard d'euros. Markus Braun est arrêté puis immédiatement libéré, le 23 juin, contre le versement d'une caution de 5 millions d'euros. Le même jour, il vend des actions de la société pour une valeur de 155 millions d'euros, ne conservant que 2,5 % du capital de l'entreprise. La société dépose son bilan le 25 juin. Le cours de bourse, qui avait atteint 192 € en septembre 2018, chute par paliers successifs à 12,30 € le 24 juin 2020, puis chute encore de 70 % le lendemain à environ 3,50 €. Markus Braun est remis en prison le 22 juillet, en compagnie de deux autres cadres supérieurs de la société.
L'ancien directeur général adjoint, Jan Marsalek, qui avait été suspendu le 16 juin, disparaît aux Philippines puis peut-être en Chine, et est fortement soupçonné et recherché par la justice. Jan Marsalek serait lié aux services de renseignement autrichiens (BVT), liens qui dateraient des débuts de Wirecard quand des agents de cet office avaient aidé à vérifier la solvabilité de sites pornographiques en ligne, un secteur par lequel Wirecard avait démarré ses activités en 1999. Selon l'ONG Bellingcat, Marsalek se serait réfugié en Biélorussie et pourrait avoir des liens avec le Service fédéral de sécurité de la fédération de Russie (FSB). Selon Deutsche Welle, il est probable qu'il se soit réfugié en Russie, bien que les autorités russes déclarent ne pas disposer d'information à ce sujet.
Le scandale atteint la BaFin, qui n'a pas joué son rôle de contrôleur de la néo-banque, ainsi que le commissaire aux comptes Ernst & Young (EY), qui aurait été au courant ou d'une incompétence criminelle depuis au moins 2015 et aurait sciemment choisi de couvrir la fraude depuis qu'elle avait été rendue publique en 2016,.
En juin 2020, le Parlement européen réalise une synthèse du scandale dans un document concis et synthétique.

### Faillite
Le 25 juin 2020, devant l'incapacité d'assurer son financement, Wirecard se déclara en cessation des paiements devant la Cour de Munich.
Selon la société d'analyste S3 Partners, les opérateurs à découvert, dont ShadowFall de Matthew Earl, ont réalisé des bénéfices de 2,6 milliards de dollars sur l'action Wirecard. Opérer à découvert consiste à vendre à terme, c'est-à-dire en réalité faire une promesse de vente, d'actions d'une société considérée comme surcotée, en espérant que son cours aura baissé entre le moment de la vente et celui de la livraison des actions vendues.
Wirecard sort du DAX le 21 août 2020.
Le 25 août 2020, Wirecard annonce qu'elle licencie environ 730 salariés, et qu'elle n'en garde que 570 à son siège, à Aschheim.

### Mécanisme comptable de la fraude
Une partie seulement du mécanisme a pu être démonté par les auditeurs. Il s'agit de prêts à des sociétés partenaires localisées à Dubaï (Al Alam), Singapour (Ocap, Ruprecht Services, Senjo) et les Philippines (PayEasy). Ces prêts apparaissent dans la comptabilité de Wirecard comme des « paiements d'avances à des partenaires pour le compte de marchands qui procèdent à des transactions sur cartes ». Ces sociétés partenaires étaient dirigées par des anciens employés de Wirecard.
En septembre 2020, EY déclare regretter de ne pas avoir détecté la fraude plus tôt. Selon le Financial Times, EY était « au courant » de la fraude depuis au moins 2016, quatre ans avant la révélation du scandale.
Selon le Financial Times, la police allemande, après une perquisition dans les locaux, soupçonne des employés de Kreditanstalt für Wiederaufbau (KfW) d'avoir frauduleusement approuvé une ligne de crédit de 100 M€.

### Démantèlement
Un administrateur judiciaire est nommé : l'avocat Michaël Jaffé. Celui-ci procède à une analyse de l'actif et du passif du groupe, et évalue l'actif à 428 millions d'euros et les dettes à 3,2 milliards d'euros. En outre, il découvre qu'une faible partie seulement des 6 300 employés géraient une activité non frauduleuse. En conséquence, il y a lieu de licencier beaucoup de collaborateurs et de céder les activités rentables, notamment les filiales américaines et brésiliennes.
C'est ainsi que PagSeguro (en) rachète à la mi-août la filiale brésilienne de Wirecard. L'opérateur portugais SIBS rachète la filiale roumaine. Unzer (de), soutenu par Kohlberg Kravis Roberts & Co. (KKR), rachète les services aux particuliers. La filiale britannique est rachetée par Railsbank. Syncapay, soutenu par le fonds Centerbridge Partners, rachète la filiale d'Amérique du Nord pour 300 millions d'euros.
Le 17 novembre 2020, il est annoncé que la banque Santander acquère 100 millions d'euros le rachat de la plateforme technologique de Wirecard, avec l'intention de la rattacher à sa filiale brésilienne de traitement de cartes de crédit GetNet, et reprend 500 salariés. Elle ne reprend pas la banque de Wirecard ni aucune responsabilité légale pour les anciennes opérations. La banque de Wirecard doit être liquidée.
Les filiales d'Autriche et de Nouvelle-Zélande pourraient encore être vendues. Au total, le liquidateur espère obtenir 1 milliard d'euros du démantèlement de Wirecard.

## Produits et services
En novembre 2006, Wirecard AG commercialise le service de paiement par Internet appelé « Wirecard ». Sur la base d’un enregistrement en ligne, le client ouvre un compte à la banque Wirecard qu’il peut ensuite approvisionner en espèces, par cartes, par débit direct, transfert bancaire ou par une multitude de moyens de paiement locaux. Le service inclut une Mastercard virtuelle prépayée gratuite délivrée au client, qu’il peut utiliser pour payer dans les endroits acceptant la MasterCard. En plus des services généralement proposés par Mastercard, le système Wirecard permet aux utilisateurs internationaux de transférer réciproquement des fonds en temps réel. Une carte bancaire physique facultative permet aux utilisateurs de payer dans 24,7 millions d’établissements et de retirer des espèces auprès d’1 million de distributeurs automatiques dans le monde.
La plateforme de gestion des risques et de traitement des paiements électroniques de WireCard AG prend en charge plus de 85 programmes de protection des fraudes et de paiements internationaux et locaux. Wirecard AG est membre de ADP CardClear et Association du transport aérien international (IATA). L'entreprise entretient des partenariats avec des start-ups bancaires comme Atom Bank, Monzo (en) ou Tandem,.
Le produit SCP (Supplier and Commission Payments, paiements des commissions et des fournisseurs) de Wirecard permet des règlements globaux automatisés de paiements aux fournisseurs et agents de vente. Ce service se base sur l’émission automatisée de cartes de crédit « virtuelles » par Wirecard Bank AG.
Wirecard Bank AG propose des services d’acquisition de cartes à une large clientèle d’entreprise pour VISA, Mastercard et Japan Credit Bureau. Un grand nombre de types de cartes de crédit et de débit est produit pour les clients commerciaux et privés.
Depuis le 19 octobre 2015, Wirecard est le partenaire bancaire d'Orange Cash. Le 8 octobre 2020, à la suite du scandale, Orange abandonne Visa et Wirecard pour passer à MasterCard.

### Soupçons d'aide au blanchiment d'argent
Le Financial Times révéle que Wirecard a réalisé jusqu'en 2017 des opérations de paiement pour deux sociétés liées à des groupes criminels. Ces sociétés, dont l'une au moins est contrôlée par la 'Ndrangheta, sont localisées à Malte et opèrent des casinos en ligne.
Christopher Bauer est déclaré mort le 27 juillet 2020, à l'âge de 44 ans, à Manille, « de causes naturelles », alors qu'il était l'objet d'une enquête du gouvernement des Philippines. Ce proche de Jan Marsalek possédait et dirigeait PayEasy Solutions, une société de paiements qui procurait 14 % du chiffre d'affaires et 20 % des bénéfices de Wirecard. Marsalek présentait PayEasy Solutions comme un client opérant dans un milieu à haut risque, fait de casinos, de jeux de hasard en ligne et de pornographie.

## Statut bancaire
Depuis le 1er janvier 2006, Wirecard Bank AG fait partie de Wirecard Group. Wirecard Bank AG est un membre de VISA, Mastercard et Japan Credit Bureau et détient une licence bancaire complète. La sécurité des dépôts de la banque est assurée par les fonds de protection des dépôts de l'association des banques allemandes (Einlagensicherungsfonds deutscher Banken e.V). Jusqu'en 2016, Wirecard a été partenaire de la banque en ligne N26 qui ne possédait pas de licence bancaire propre.

## Rôle du superviseur allemand
En février 2019, la BaFin interdit la vente à découvert des actions de Wirecard en invoquant son « importance pour l'économie » et la « menace pour la confiance du marché » résultant d'une chute du cours de ses actions.
Le rôle de la Autorité fédérale de supervision financière (BaFin) en tant que superviseur bancaire de Wirecard fait l'objet de critiques notamment quant à l'absence de mesures prises à l'encontre de Wirecard, conduisant la Commission européenne à demander à l'Autorité européenne des marchés financiers (ESMA) d'effectuer une enquête afin de vérifier « si les réponses des autorités de surveillance aux irrégularités alléguées » ainsi que le rapport de l'auditeur KPMG en avril sur les comptes de Wirecard « étaient adéquates pour protéger la confiance des investisseurs dans les marchés des valeurs mobilières de l'UE ». Auditionné par une commission du Bundestag, le directeur de la BaFin minimise la responsabilité de la BaFin considérant que le problème venait du manque de coordination entre autorités nationales mais aussi internationales pour ce type d'acteur international. Malgré des appels à démission, le directeur de la BaFin a refusé de démissionner.
En août 2020, la presse révèle que les employés de la BaFin effectuaient des opérations pour leur propre compte sur les actions Wirecard. Selon le Frankfurter Allgemeine Zeitung c'est au sein de l'unité chargée de la lutte contre les fraudes que les spéculations des employés auraient été les plus importantes.
En octobre 2020, un rapport commandité par le Parlement européen souligne les faiblesses structurelles de la supervision de la BaFin vis-à-vis des FinTech.
Le 3 novembre 2020, l'Autorité européenne des marchés financiers, le régulateur européen des marchés financiers, rend son rapport sur le rôle de la BaFin et celui du FREP, l'autorité allemande de surveillance des publications financières des sociétés cotées. Ce rapport est le résultat d'un audit effectué par les autres régulateurs européens des marchés financiers. Cet examen par les pairs « identifie un certain nombre de déficiences, d'inefficacités et d'obstacles juridiques et procéduraux » aux niveaux de l'indépendance de la BaFin vis-à-vis des émetteurs et du gouvernement, de la surveillance du marché par la BaFin et le FREP, des procédures d'examen du FREP et de l'efficacité du système de surveillance dans le domaine de l'information financière. Le rapport souligne les déficiences du contrôle interne de la BaFin, qui n'a pas su déceler les conflits d'intérêts de ses employés vis-à-vis des émetteurs, et le risque d'influence du politique (ministère des Finances) sur les décisions. Il estime aussi que « la BaFin et le FREP n'ont pas la même perception de leur rôle respectif et des limites et possibilités » dans le domaine du contrôle de l'information financière, tandis que leur culture de la confidentialité et leur mauvaise coopération ont été des facteurs aggravants.

## Rôle du superviseur britannique
Afin de protéger les clients de Wirecard au Royaume-Uni, le régulateur britannique a décidé le 26 juin 2020 de suspendre les activités de Wirecard, afin de procéder à des vérifications, puis de les reprendre afin de permettre aux clients britanniques de recevoir les paiements attendus via le système Wirecard.

## Conséquences politiques
Le ministre fédéral allemand des Finances Olaf Scholz est critiqué par l'opposition depuis qu'un document de son ministère établit qu’il savait que « la BaFin enquêtait dans toutes les directions » sur Wirecard, dès février 2019. Une commission d'enquête du Bundestag est créée en septembre 2020. Selon le Financial Times, de nombreuses personnalités politiques dont Angela Merkel, auraient continué des actions de lobbying au profit de WireCard, alors même que des alertes avaient été lancées.

## Actions judiciaires

### Actions contre Wirecard
Le 12 mai 2020, la société d'investissement allemande Effecten-Spiegel AG saisi les tribunaux à Munich pour une action judiciaire contre Wirecard considérant que celle-ci avait failli dans les informations financières communiquées au marché. L'association allemande d'actionnaires SdK indique en juin 2020 déposer une plainte pénale contre EY. Un cabinet d'avocats allemand annonce en juin 2020 lancer une action collective en Allemagne. Plusieurs cabinets d'avocats américains collectent des informations afin de lancer une action collective, aux États-Unis d'Amérique. L'association d'investisseurs néerlandais European Investors (VEB) a invité EY à un arrangement amiable, faute de quoi elle menace elle aussi de poursuites.

### Actions contre BaFin
Le fonds Odey - qui détenait une position courte de 36 milliards d'euros contre l'action Wirecard - a indiqué vouloir poursuivre le régulateur BaFin pour l'avoir obligé de clore ses positions à la vente en prenant des pertes.

### Actions contre les intermédiaires de Singapour
Le 3 juillet 2020, puis le 9 juillet 2020, la cour de justice de Singapour met en accusation R. Shanmugaratnam, patron et propriétaire de Citadelle Corporate Services, pour avoir produit de faux certificats de dépôt fiduciaire de fonds, pour des centaines de millions de dollars. Citadelle contrôlait les comptes de dépôt fiduciaire des trois sociétés partenaires de Wirecard à Singapour. Si les faits sont reconnus, Shanmugaratnam encourt dix ans de prison.
Le 30 septembre 2020, le régulateur singapourien ordonne la cessation des opérations de WireCard sur son territoire.

### Recherche de Jan Marsalek
Le 18 juin 2020, l'ancien directeur des opérations de Wirecard Jan Marsalek disparait. Il se serait enfui à bord d'un jet privé ayant décollé depuis l'Autriche avec l'aide du FSB. Il est depuis recherché par Interpol et soupçonné d'être protégé par la Russie.